# Dan Jansen
Pour les articles homonymes, voir Jansen.
Dan Jansen né le 17 juin 1965 à West Allis est un ancien patineur de vitesse américain.

## Biographie
Il est spécialiste des courtes distances (500 et 1 000 m). Jansen a participé à quatre éditions des Jeux olympiques d'hiver en 1984, 1988, 1992 et 1994, édition lors de laquelle il remporte le titre olympique du 1 000 m en battant le record du monde. Il dédie cette victoire à sa sœur décédée Jane et fait son tour d'honneur avec sa fille, nommée Jane en son honneur. Le patineur a également battu huit records du monde dont cinq au 500 m.

## Palmarès

### Jeux olympiques
- Sarajevo 1984 : 4e au 500 m et 16e au 1 000 m
- Calgary 1988 : Abandon au 500 m et abandon au 1 000 m
- Albertville 1992 : 4e au 500 m et 26e au 1 000 m
- Lillehammer 1994 :  Médaille d'or au 1 000 m et 8e au 500 m

### Autres
- Championnats du monde de sprint
  -  Médaille d'or à West Allis en 1988.
  -  Médaille d'or à Calgary en 1994.
  -  Médaille d'argent à Karuizawa en 1986.
  -  Médaille d'argent à Oslo en 1992.
  -  Médaille de bronze à Heerenveen en 1985.

- Coupe du monde
  - Vainqueur du classement du 500 m en 1985-1986, 1991-1992, 1992-1993 et 1993-1994
  - Vainqueur du classement du 1000 m en 1985-1986, 1987-1988 et 1993-1994
  - 103 podiums individuels dont 46 victoires.

## Records personnels
| Épreuve | Temps         | Date |
| ------- | ------------- | ---- |
| 500 m   | 35 s 76       | 1994 |
| 1 000 m | 1 min 12 s 43 | 1994 |
| 1 500 m | 1 min 55 s 62 | 1993 |
| 3 000 m | 4 min 25 s 63 | 1983 |
| 5 000 m | 7 min 50 s 22 | 1982 |